# Warcraft: Кров'ю і честю
«WarCraft: Кров'ю і честю» (англ. Warcraft: Of Blood and Honor) — роман у восьми розділах, що описує історію Тіріона Фордрінга, персонажа всесвіту Warcraft, паладина ордена Сріблястого Світанку (англ. Argent Dawn) і правителя Дільного Вогнища (англ. Hearthglen).
Автором твору є співтворець світу Warcraft Кріс Метцен. Книга вийшла спочатку в електронному форматі, а пізніше ввійшла до збірки «Архів Warcraft».

## Анотація
Шляхетний паладин Тіріон Фордрінг завжди вважав, що орки — мерзенні і порочні дикуни. Він провів все своє життя в безперервній битві заради захисту людства від цих потвор. Але несподівано чесний і співчутливий вчинок одного орка кидає виклик вірі Тіріона, і змушує його визначитися раз і назавжди, кого можна називати людяним, а кого — чудовиськом.